# Équipe de Taïwan de korfbal
L’équipe de Taïwan de korfbal (ou de Taipei chinois lors de rencontre internationale) est la sélection des meilleurs joueurs et joueuses taiwanais de korfbal. L'équipe est régulièrement sur les podium mondiaux derrière les Pays-Bas et la Belgique .

## Palmarès
| Championnat du monde - 1987 : 4e - 1991 : 3e - 1995 : 5e - 1999 : 6e - 2003 : 4e - 2007 : 5e - 2011 : 3e - 2015 : 3e - 2019 : 3e |  | Jeux mondiaux - 1989 : 4e - 1993 : 4e - 1997 : 3e - 2001 : 3e - 2005 : 5e - 2009 : 3e - 2013 : 3e - 2017 : 2e - 2022 : 3e |  | Championnat d'Asie-Océanie - 1990 : 1er - 1992 : 1er - 1994 : 1er - 1998 : 1er - 2002 : 1er - 2004 : 2e - 2006 : 1er - 2010 : 1er - 2014 : 1er - 2018 : 1er |